# Ново-Русаново
Но́во-Руса́ново (Новая, Русаново)  — деревня в Андреапольском районе Тверской области. Входит в Торопацкое сельское поселение.

## География
Расположена примерно в 11 верстах к северо-западу от города Андреаполь на речке Русановка.

## История
В конце XIX - начале XX века деревня входила в Торопецкий уезд Псковской губернии.. Она имела два разных названия Новая и Русаново.

## Население
| 2002 | 2010 |
| ---- | ---- |
| 0    | →0   |